# Xiancantan

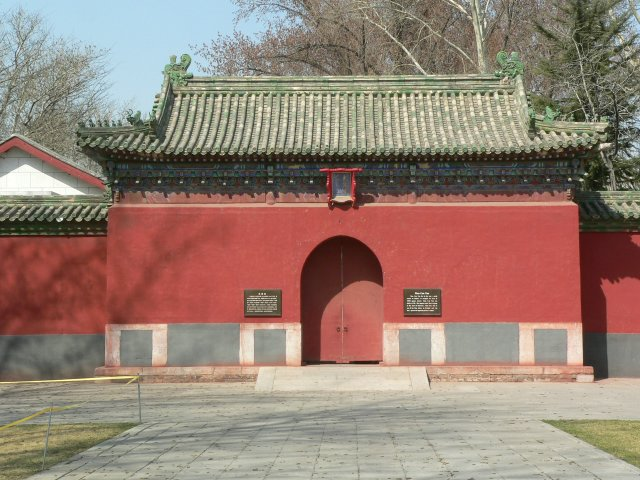
Entrada para o portão Xiancantan

O Xiancantan (Chinês: 先蚕坛), significa em Português Altar para a Deusa dos Bichos-Da-Seda, é é um altar imperial em Pequim na China, é similar ao Templo Ancestral Imperial, ao Xiannongtan (Templo da Agricultura) e ao Altar da Terra e das Colheitas. Está localizado na região Leste do terreno do Parque Beihai, um grande jardim imperial, no centro histórico da cidade. Ele pode ser acedido através de uma ponte entre o Templo do Rei Dragão (Longwangmiao).
O Xiancantan (Altar à Deusa dos Bichos-da-seda), foi construído em 1742 durante o Período Qianlong (1736-1796) da Dinastia Qing. O Xiancantan foi construído para Leizu, a esposa do Imperador Amarelo, que têm os créditos invenção do bicho-da-seda. Se entrarmos pela Porta de admiração do Bicho-da-seda, podemos observar um altar de 1,3 metros de altura e uma escada de cada lado que levam ao local onde os rituais de sacrifício eram realizados.
Amoreiras, que constituem a dieta regular dos bichos-da-seda, são plantadas em três lados do altar, e por trás do templo há um Salão de admiração pelo Bicho-da-seda (Qincandian) e uma piscina para Lavar os Bichos-da-seda (Yucanchi).